# المقرود (مسلسل)
المقرود، مسلسل تلفزيوني كوميدي كويتي. من إنتاج عام 2009، عرض على قناة دبي من بطولة داوود حسين وطيف ومحمد المنيع ومن تاليف ضيف الله زيد واخراج منير الزعبي.

## قصة المسلسل
«بو لايش» (داوود حسين) رجل خمسيني حاصرته الديون ويريد الهروب من هذه المآسي. فيلجأ إلى المشاريع الصغيرة ويبدأ بالتنقل من مشروع فاشل إلى آخر أكثر فشلاً ويستمر في لعبة المشاريع الخاسرة حتى يصل إلى حائط مسدود.

## الفنانون المشاركون بالعمل
- داوود حسين بدور بو لايش.
- طيف بدور أم لايش.
- محمد المنيع بدور أبو صالح.
- بدر الطيار بدور حولي
- نادية كرم.ام نشمي
- محمد الحملي بدور طايش.
- محمد الرمضان بدور لايش
- إسماعيل الراشد.
- طاهر النجاده. ابوعلي
- عبير الخضر. نوف بنت ابوعلي
- حميدالبلوشي. الضابط
- ناصح الفضلي.